# Draft da NBA de 1950
O Draft da NBA de 1950 foi o quarto draft anual da National Basketball Association (NBA). Este é o primeiro draft depois que a Basketball Association of America (BAA) foi renomeada para NBA. O draft foi realizado em 25 de abril de 1950, antes da temporada de 1950-51. Neste draft, 12 equipes restantes da NBA se revezaram na seleção de jogadores amadores de basquete universitário dos EUA. Em cada rodada, as equipes selecionam na ordem inversa de seu recorde de vitórias na temporada anterior. O draft consistia em 12 rodadas compreendendo 121 jogadores selecionados.

## Seleção e carreira dos selecionados
Chuck Share, da Bowling Green State, foi a primeira seleção geral pelo Boston Celtics. Paul Arizin, da Universidade Villanova, foi selecionado antes do draft como escolha territorial do Philadelphia Warriors. A sexta escolha, Irwin Dambrot, não jogou na NBA e optou por uma carreira como dentista. Cinco jogadores deste draft, Paul Arizin, Bob Cousy, George Yardley, Bill Sharman e Earl Lloyd foram introduzidos no Hall of Fame do Basquete.
Chuck Cooper, a 12ª escolha, e Earl Lloyd, a 100ª escolha, foram os primeiros afro-americanos a serem selecionados por uma equipe da NBA. Lloyd se tornou o primeiro afro-americano a jogar na NBA em 31 de outubro de 1950, um dia antes de Cooper fazer sua estreia.

## Draft

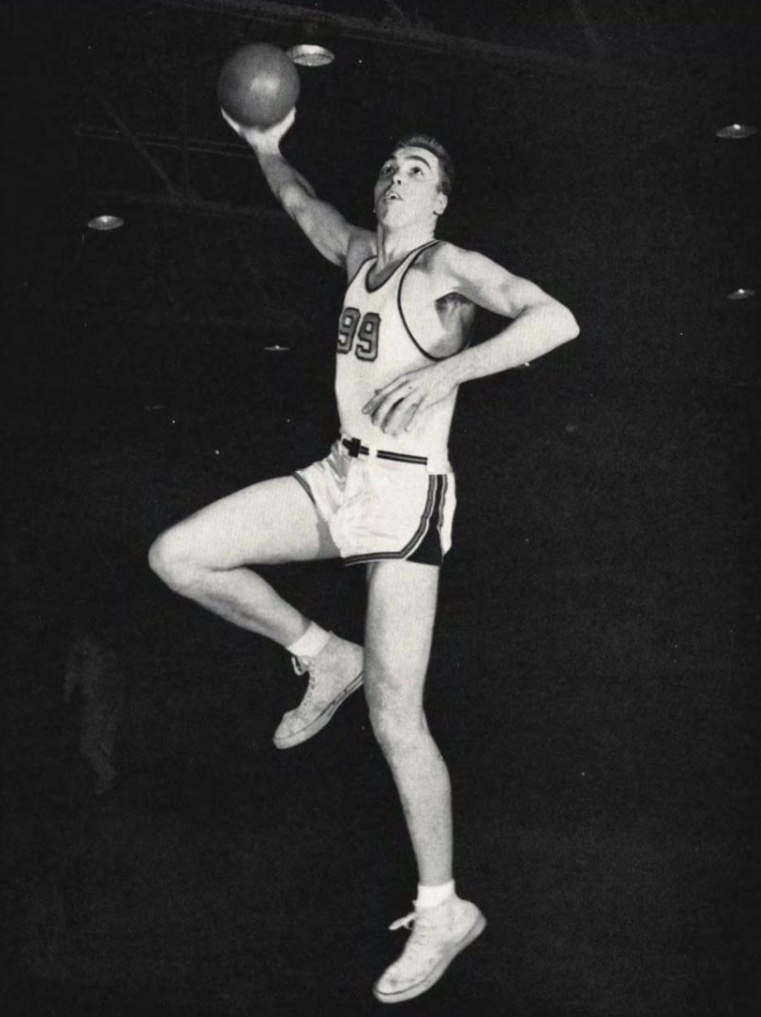
Chuck Share foi a primeira seleção geral.

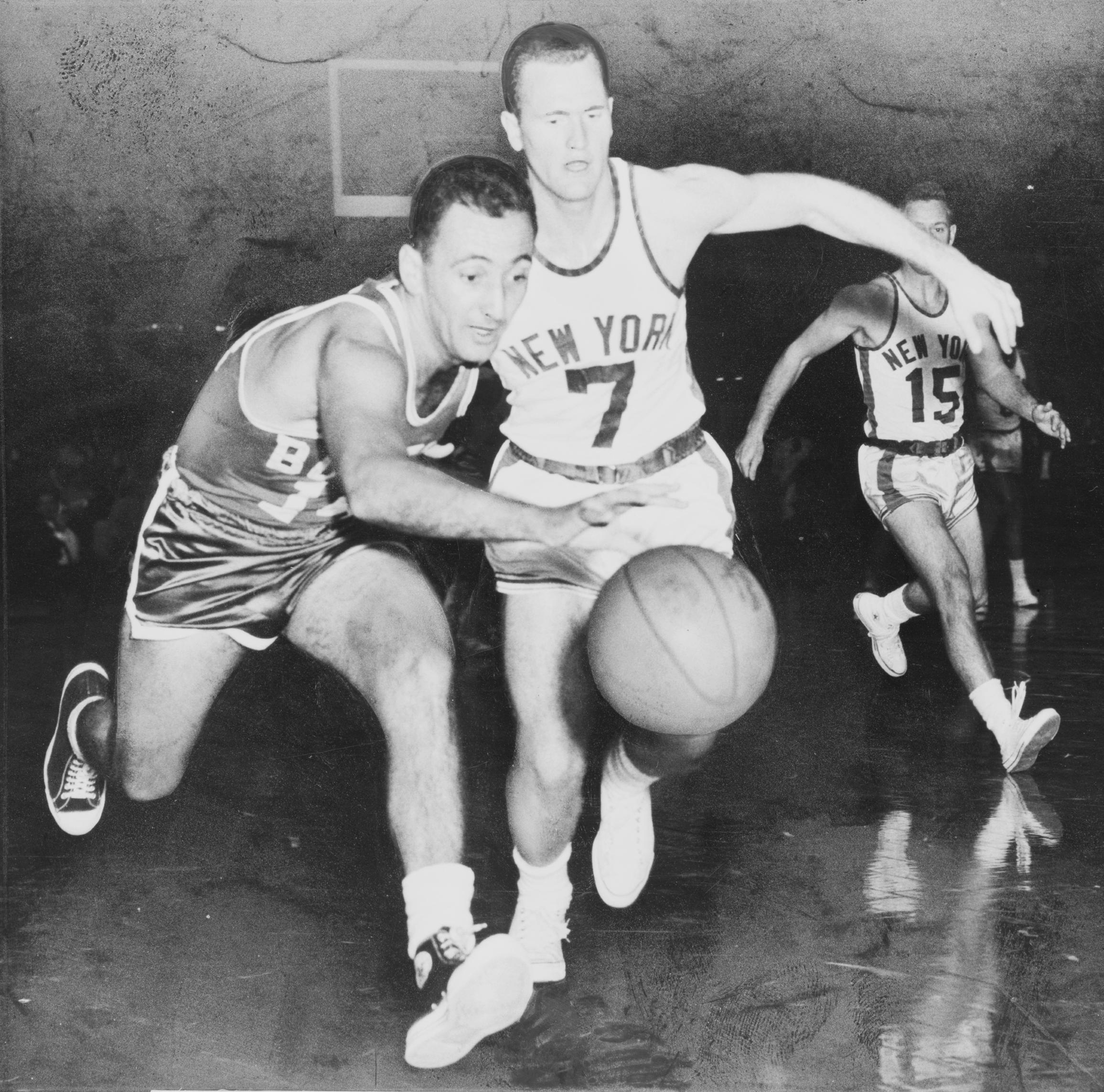
Bob Cousy (esquerda) foi a terceira escolha geral no Tri-Cities Blackhawks.

| ^ | Jogador que foi introduzido no Basketball Hall of Fame                      |
| * | Jogador que foi selecionado para pelo menos um All-Star Game e All-NBA Team |
| # | Jogador que nunca jogou em uma temporada regular da NBA ou jogo de playoff  |

| Rodada | Escolha | Jogador          | Posição | Nacionalidade  | Time                   | Universidade     |
| ------ | ------- | ---------------- | ------- | -------------- | ---------------------- | ---------------- |
| T      | –       | Paul Arizin^     | G/F     | Estados Unidos | Philadelphia Warriors  | Villanova        |
| 1      | 1       | Chuck Share      | C       | Estados Unidos | Boston Celtics         | Bowling Green    |
| 1      | 2       | Don Rehfeldt     | F       | Estados Unidos | Baltimore Bullets      | Wisconsin        |
| 1      | 3       | Bob Cousy^       | G       | Estados Unidos | Tri-Cities Blackhawks  | Holy Cross       |
| 1      | 4       | Dick Schnittker  | F       | Estados Unidos | Washington Capitols    | Ohio State       |
| 1      | 5       | Larry Foust*     | F/C     | Estados Unidos | Chicago Stags          | La Salle         |
| 1      | 6       | Irwin Dambrot#   | F       | Estados Unidos | New York Knicks        | CCNY             |
| 1      | 7       | George Yardley^  | G/F     | Estados Unidos | Fort Wayne Pistons     | Stanford         |
| 1      | 8       | Bob Lavoy        | F/C     | Estados Unidos | Indianapolis Olympians | Western Kentucky |
| 1      | 9       | Joe McNamee      | F/C     | Estados Unidos | Rochester Royals       | San Francisco    |
| 1      | 10      | Kevin O'Shea     | G       | Estados Unidos | Minneapolis Lakers     | Notre Dame       |
| 1      | 11      | Don Lofgran      | F/C     | Estados Unidos | Syracuse Nationals     | San Francisco    |
| 2      | 12      | Chuck Cooper^    | F       | Estados Unidos | Boston Celtics         | Duquesne         |
| 2      | 13      | John Pilch       | F       | Estados Unidos | Baltimore Bullets      | Wyoming          |
| 2      | 14      | Ed Dahler        | F       | Estados Unidos | Philadelphia Warriors  | Duquesne         |
| 2      | 15      | Ed Gayda         | G/F     | Estados Unidos | Tri-Cities Blackhawks  | Washington State |
| 2      | 16      | Bill Sharman^    | G       | Estados Unidos | Washington Capitols    | USC              |
| 2      | 17      | Wally Osterkorn  | F/C     | Estados Unidos | Chicago Stags          | Illinois         |
| 2      | 18      | Herb Scherer     | C       | Estados Unidos | New York Knicks        | Long Island      |
| 2      | 19      | Jim Riffey       | F       | Estados Unidos | Fort Wayne Pistons     | Tulane           |
| 2      | 20      | Paul Unruh#      | F       | Estados Unidos | Indianapolis Olympians | Bradley          |
| 2      | 21      | George Stanich#  | G/F     | Estados Unidos | Rochester Royals       | UCLA             |
| 2      | 22      | Hal Haskins#     | G/F     | Estados Unidos | Minneapolis Lakers     | Hamline          |
| 2      | 23      | Gerald Calabrese | G       | Estados Unidos | Syracuse Nationals     | St. John's       |

## Outras escolhas
A lista a seguir inclui outras escolhas de draft que apareceram em pelo menos um jogo da NBA.

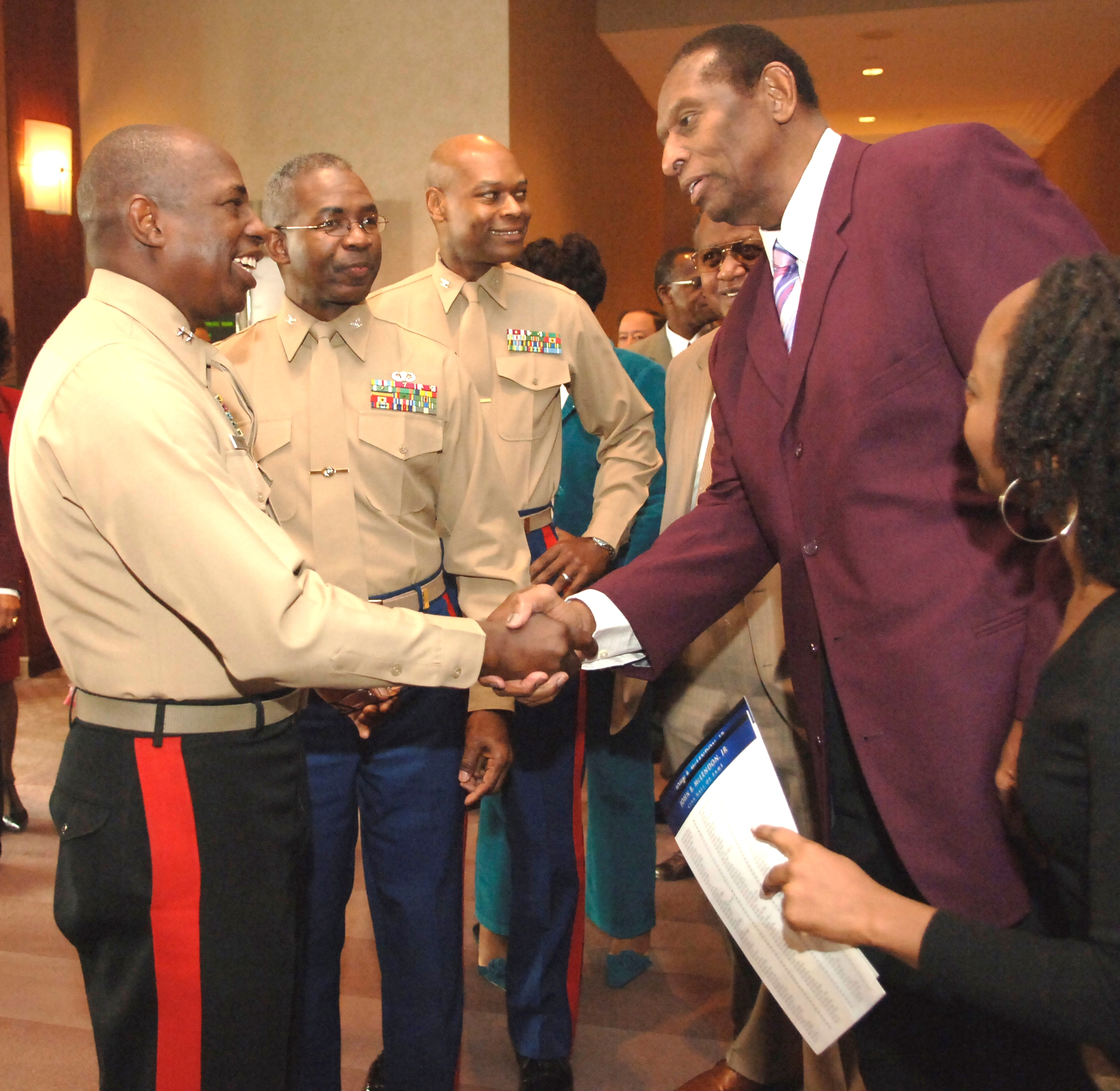
Earl Lloyd (à direita) foi selecionado como a 100º escolha geral e se tornou o primeiro afro-americano a jogar na NBA.

| Rodada | Escolha | Jogador         | Posição | Nacionalidade  | Time                   | Universitário       |
| ------ | ------- | --------------- | ------- | -------------- | ---------------------- | ------------------- |
| 3      | 24      | Bob Donham      | G/F     | Estados Unidos | Boston Celtics         | Ohio State          |
| 3      | 25      | Dick Dickey     | G       | Estados Unidos | Baltimore Bullets      | NC State            |
| 3      | 28      | Alan Sawyer     | F       | Estados Unidos | Washington Capitols    | UCLA                |
| 3      | 31      | Art Burris      | F       | Estados Unidos | Fort Wayne Pistons     | Tennessee           |
| 3      | 32      | Chuck Mrazovich | F       | Estados Unidos | Indianapolis Olympians | Eastern Kentucky    |
| 4      | 40      | Tommy O'Keefe   | G       | Estados Unidos | Washington Capitols    | Georgetown          |
| 4      | 41      | Ken Murray      | G/F     | Estados Unidos | Chicago Stags          | St. Bonaventure     |
| 4      | 46      | Bud Grant       | F       | Estados Unidos | Minneapolis Lakers     | Minnesota           |
| 5      | 49      | Norm Mager      | F       | Estados Unidos | Baltimore Bullets      | CCNY                |
| 5      | 50      | Ike Borsavage   | F/C     | Estados Unidos | Philadelphia Warriors  | Temple              |
| 5      | 51      | Cal Christensen | F/C     | Estados Unidos | Tri-Cities Blackhawks  | Toledo              |
| 5      | 52      | Claude Overton  | G       | Estados Unidos | Washington Capitols    | East Central State  |
| 5      | 58      | Ed Beach        | F       | Estados Unidos | Minneapolis Lakers     | West Virginia       |
| 6      | 60      | Francis Mahoney | F       | Estados Unidos | Boston Celtics         | Brown               |
| 6      | 68      | Ralph O'Brien   | G       | Estados Unidos | Indianapolis Olympians | Butler              |
| 7      | 80      | Leon Blevins    | G       | Estados Unidos | Indianapolis Olympians | Arizona             |
| 7      | 82      | Joe Hutton      | G       | Estados Unidos | Minneapolis Lakers     | Hamline             |
| 8      | 89      | George King     | G       | Estados Unidos | Chicago Stags          | Morris Harvey       |
| 9      | 99      | Nate DeLong     | C       | Estados Unidos | Tri-Cities Blackhawks  | River Falls State   |
| 9      | 100     | Earl Lloyd^     | F/C     | Estados Unidos | Washington Capitols    | West Virginia State |

## Jogadores não selecionados notáveis
Esses jogadores não foram selecionados no draft de 1950, mas jogaram pelo menos um jogo na NBA.
| Jogador        | Posição | Nacionalidade  | Universidade                 |
| -------------- | ------- | -------------- | ---------------------------- |
| Ed Earle       | F       | Estados Unidos | Loyola (Illinois)            |
| Al Masino      | G       | Estados Unidos | Canísio                      |
| Andy O'Donnell | G       | Estados Unidos | Loyola (Maryland)            |
| Bob Wilson     | G       | Estados Unidos | Estado da Virgínia Ocidental |